# Perilitus glyptosceli
Perilitus glyptosceli is een insect dat behoort tot de orde vliesvleugeligen (Hymenoptera) en de familie van de schildwespen (Braconidae). De wetenschappelijke naam van de soort werd voor het eerst geldig gepubliceerd door Loan, Klein & Coppel in 1969.